# إيرني إيزلي
إيرني إيزلي (بالإنجليزية: Ernie Isley)‏ هو موسيقي وكاتب أغاني وعازف قيثارة أمريكي، ولد في 7 مارس 1952 في سينسيناتي في الولايات المتحدة.

## وصلات خارجية
- إيرني إيزلي على موقع IMDb (الإنجليزية)
- إيرني إيزلي على موقع ميوزك برينز (الإنجليزية)
- إيرني إيزلي على موقع أول ميوزيك (الإنجليزية)
- إيرني إيزلي على موقع ديسكوغز (الإنجليزية)